# Real Club Náutico de Algeciras
El Real Club Náutico de Algeciras es un club náutico español ubicado en Algeciras, Andalucía.
Dispone de 110 puntos de atraque para embarcaciones entre 6 y 13,5 metros de eslora, situados los más grandes en los pantalanes fijos y los más pequeños en tres pantalanes flotantes, en la dársena El Saladillo del Puerto de la bahía de Algeciras.

## Historia
Un grupo de personas encabezadas por el Comandante Militar de Marina de Algeciras y primer presidente del club, Francisco Marina Aguirre, y formado por el alcalde de Algeciras, José Gázquez Morales; el Jefe del estado Mayor, Marqués de Bonanaro; la Marquesa de Povar; Francisco Martínez, Eladio Amigó, Enrique del Castillo, Manuel Benítez Oncala, Eugenio Lallemand; Pascual Cervera; Víctor María de Sola y Miguel González, crearon el Real Club Náutico de Algeciras en 1943. El 5 de julio de 1945 se concede permiso para llevar a cabo las obras de la sede en terrenos de Puertos del Estado, próximos a la playa del Chorruelo.

## Regatas
Organizó el Campeonato de España de la clase Snipe en 1950.